# زبيغنيو كازماريك (رباع)
زبيغنيو كازماريك (بالألمانية: Zbigniew Kaczmarek؛ بالبولندية: Zbigniew Kaczmarek) هو رباع بولندي وألماني، ولد في 21 يونيو 1946 في تارنوفسكي غوري في بولندا.

## وصلات خارجية
- زبيغنيو تاديوز كازماريك على موقع أوليمبيديا (الإنجليزية)
- زبيغنيو تاديوز كازماريك على موقع اللجنة الأولمبية البولندية (مؤرشف) (البولندية)